# Adrienne Shelly
Adrienne Shelly (Queens, 24 juni 1966 - Manhattan (New York), 1 november 2006) was een Amerikaanse actrice, filmregisseur en scenarioschrijfster. 
De doorbraak van Shelly kwam in 1989 met de film The Unbelievable Truth. Een jaar later speelde ze in Trust. Deze film werd genomineerd voor de Grand Jury Prize en zou ook worden vertoond op het Sundance Film Festival. In de jaren negentig speelde Shelly wat kleinere rollen in films, maar begon zich steeds meer te verdiepen in regisseerwerkzaamheden. In 1999 regisseerde ze de film I'll take you there. Shelly won met haar werk in 2000 het US Comedy Arts Festival.
Shelly speelde niet alleen in films, maar ook in bekende Amerikaanse televisieseries als Law and Order, Oz, en Homicide: Life on the Street.
Qua films stond ze in 2005 weer in de schijnwerpers door naast Matt Dillon een rol te spelen in Factotum. In 2007 werd postuum de film Waitress vertoond, die Shelly deels schreef, regisseerde en waar ze ook in speelde. De film maakte deel uit van het Sundance Film Festival, waar Shelly al vaak medewerking aan verleende. 

## Persoonlijk
Shelly kwam uit een Russisch-Joods gezin. Ze groeide met haar ouders en twee broers op in Long Island in New York. 
Op 10-jarige leeftijd speelde ze op een zomerkamp een rol in een toneelstuk. Tijdens haar middelbareschooltijd speelde ze in de zomervakanties in kortdurende musicals, waaronder een bewerking van 'Annie'. Toen ze de middelbare school had afgerond meldde Shelly zich aan op de Universiteit van Boston waar ze filmwetenschappen ging studeren. Na een jaar ontdekte Shelly dat de studie haar niet goed lag en stopte ze ermee. 

## Dood
Adrienne Shelly werd op 1 november 2006 dood aangetroffen in de badkamer van een appartement in Manhattan, New York. Ze was opgeknoopt met een laken en  hing aan een gordijnreling. Haar echtgenoot en de conciërge van het appartementencomplex vonden haar. Haar man besloot een kijkje te nemen in het appartement dat Shelly als kantoorruimte gebruikte, omdat ze hem die ochtend niet had gebeld en dat was iets wat ze altijd als eerste deed zodra ze aankwam. 
In eerste instantie leek het erop dat Shelly zelfmoord had gepleegd, maar haar echtgenoot was ervan overtuigd dat zijn vrouw nooit zelfmoord zou plegen en wist de rechercheur daarvan te overtuigen. Toen de rechercheur alles in detail ging onderzoeken ontdekte deze al snel een vreemde afdruk van een schoenzool op de toiletdeksel. Ook ontdekte haar man dat er een hoeveelheid geld uit het appartement was ontvreemd. Wat ook opviel was de rare knoop die in het laken zat. De knoop werd zelfs door ervaren rechercheurs niet herkend.
Uit politieonderzoek bleek later dat Shelly was vermoord door de 19-jarige Diego Pillco. Hij was een illegaal in Amerika verblijvende Ecuadoraan, die in het naastgelegen appartement bouwwerkzaamheden verrichtte. De afdruk van de schoenzool had Pillco verraden. Dezelfde afdruk werd namelijk gevonden in dat appartement waar hij aan het werk was. Pillco had vernomen dat er veel geld aanwezig was in de woningen van de rijke eigenaren. Hij ging op onderzoek en stuitte op de deur van Shelly die niet op slot was. Eenmaal binnen vond hij geld en wilde dat meenemen toen Shelly hem betrapte. Daarop viel Pillco Shelly aan en wurgde haar met een handdoek. Omdat Pillco vroeger op een varkensslachterij werkte was hij bekend met het opknopen van de varkens om deze te slachten. Op die manier heeft hij Shelly ook opgehangen aan de gordijnrail in de badkamer. In Ecuador keek Pillco altijd naar een Spaanstalige soap. Daar zat een verhaallijn in van iemand die een moord wilde verbloemen door het op zelfmoord te laten lijken. Daardoor kwam hij op het idee om dit ook te doen.
Ter nagedachtenis aan haar is de Adrienne Shelly Foundation opgericht. Deze stichting moet jonge vrouwelijke filmmakers financieel en artistiek op weg helpen.
Adrienne Shelly werd 40 jaar.
- Biblioteca Nacional de España: XX1636102
- Bibliothèque nationale de France: cb14041008j (data)
- Gemeinsame Normdatei: 140910999
- International Standard Name Identifier: 0000 0001 1027 9998
- Library of Congress Control Number: no2002022594
- Nationale Bibliotheek van Tsjechië: mub2014831291
- Nationale Bibliotheek van Polen: a0000002718580
- Nederlandse Thesaurus van Auteursnamen: 100812961
- Système universitaire de documentation: 07868434X
- Virtual International Authority File: 61747660
- WorldCat: E39PBJw93xJ4WV9jWJHXyfjt8C